# East Nicolaus (Kalifornija)
East Nicolaus je naseljeno područje za statističke svrhe u američkoj saveznoj državi Kalifornija. Prema popisu stanovništva iz 2010. u njemu je živjelo 225 stanovnika.